# 608 Adolfine
608 Adolfine
608 Adolfine là một tiểu hành tinh ở vành đai chính, thuộc nhóm tiểu hành tinh Eos. Nó được August Kopff phát hiện ngày 18.9.1906 ở Heidelberg và được đặt theo tên Jenny Adolfine Kessler, một người bạn của August Kopff, nhân dịp cô hứa hôn (xem 607 Jenny)